# Distretto di Lares
Il distretto di Lares è un distretto della provincia di Calca, in Perù. Si trova nella regione di Cusco.